# Dettwiller
 Dettwiller (en alsacià Dettwiller) és un municipi francès, situat a la regió del Gran Est, al departament del Baix Rin. L'any 2006 tenia 2.637 habitants.
Forma part del cantó de Saverne, del districte de Saverne i de la Comunitat de comunes del Pays de Saverne.

## Demografia
| 1962  | 1968  | 1975  | 1982  | 1990  | 1999  |
| ----- | ----- | ----- | ----- | ----- | ----- |
| 2.558 | 2.626 | 2.743 | 2.598 | 2.544 | 2.584 |

## Administració
| Període   | Identitat       | Partit |
| --------- | --------------- | ------ |
| 1965-1977 | Eugène Burckel  |        |
| 1977-1995 | Pierre Amman    |        |
| 1995-2001 | Jean-Paul Wantz | PS     |
| 2008-     | Gabriel Osswald |        |